# Voivodia de Sandomierz
A voivodia de Sandomierz (polonês: Województwo sandomierskie, latim: Palatinatus Sandomirensis) foi uma unidade de divisão administrativa e governo local do Reino da Polônia do século XIV até as partições da Polônia 1772-1795. Fez parte da província da Pequena Polônia.

## Governo municipal
Sede do governo da voivodia (wojewoda):
- Sandomierz

Sede do Conselho regional (sejmik generalny):
- Nowy Korczyn

## Divisão administrativa
- Condado de Sanomierz (powiat sandomierski),  Sandomierz
- Condado de Pilzno (powiat pilzeński),  Pilzno
- de Wiślica (powiat wiślicki),  Wiślica
- Condado de Chęciny (powiat chęciński),  Chęciny
- Condado de Opoczno (powiat opczno),  Opoczno
- Condado de Radom (powiat radomski),  Radom
- Condado de Stężyca (powiat stężycki), Stężyca

## Voivodas
- Jan z Melsztyna (desde 1361)
- Jan z Tarnowa (antes de 1385)
- Spytek z Tarnowa i Jaroslawia (desde 1433)
- Jan Feliks "Szram" Tarnowski (desde 1501)
- Mikołaj Firlej (desde 1514)
- Jan Kostka (desde 1574)
- Jerzy Mniszech (desde 1590)
- Jan Zbigniew Ossolinski (desde 1613)
- Stanisław Koniecpolski (de 1625 até 1633)
- Mikołaj Firlej (1633-1635)
- Jerzy Ossoliński (novembro de 1636 - março de 1638)
- Krzysztof Ossolinski (desde abril de 1638 até 1645)
- Wladyslaw Dominik Zaslawski (desde 1649)
- Aleksander Koniecpolski (desde 1656)
- Jan "Sobiepan" Zamoyski (desde 1659)
- Jerzy Aleksander Lubomirski (desde 1729)
- Jan Tarło (desde 1736)

## Voivodiasvizinhas
- Voivodia de Rawa
- Voivodia da Mazóvia
- Voivodia de Lublin
- Voivodia da Rutênia
- Voivodia da Cracóvia
- Voivodia de Sieradz
- Voivodia de Łęczyca